# Giuseppina Cattani
Giuseppina Cattani (Imola, 26 maggio 1859 – Imola, 9 dicembre 1914) è stata un medico italiano, ricercatrice e docente di patologia generale alle Università di Torino e Bologna.
È ricordata per i suoi studi sul tetano. Insieme al suo professore Guido Tizzoni, effettuò delle ricerche cliniche su delle cavie, individuando quello che poi fu chiamata antitossina Tizzoni-Cattani che fu alla base per la cura del tetano. La si ricorda anche per essere stata la prima donna a conseguire la libera docenza per la cattedra di Patologia generale presso l'Università di Bologna.

## Biografia

### Famiglia e formazione

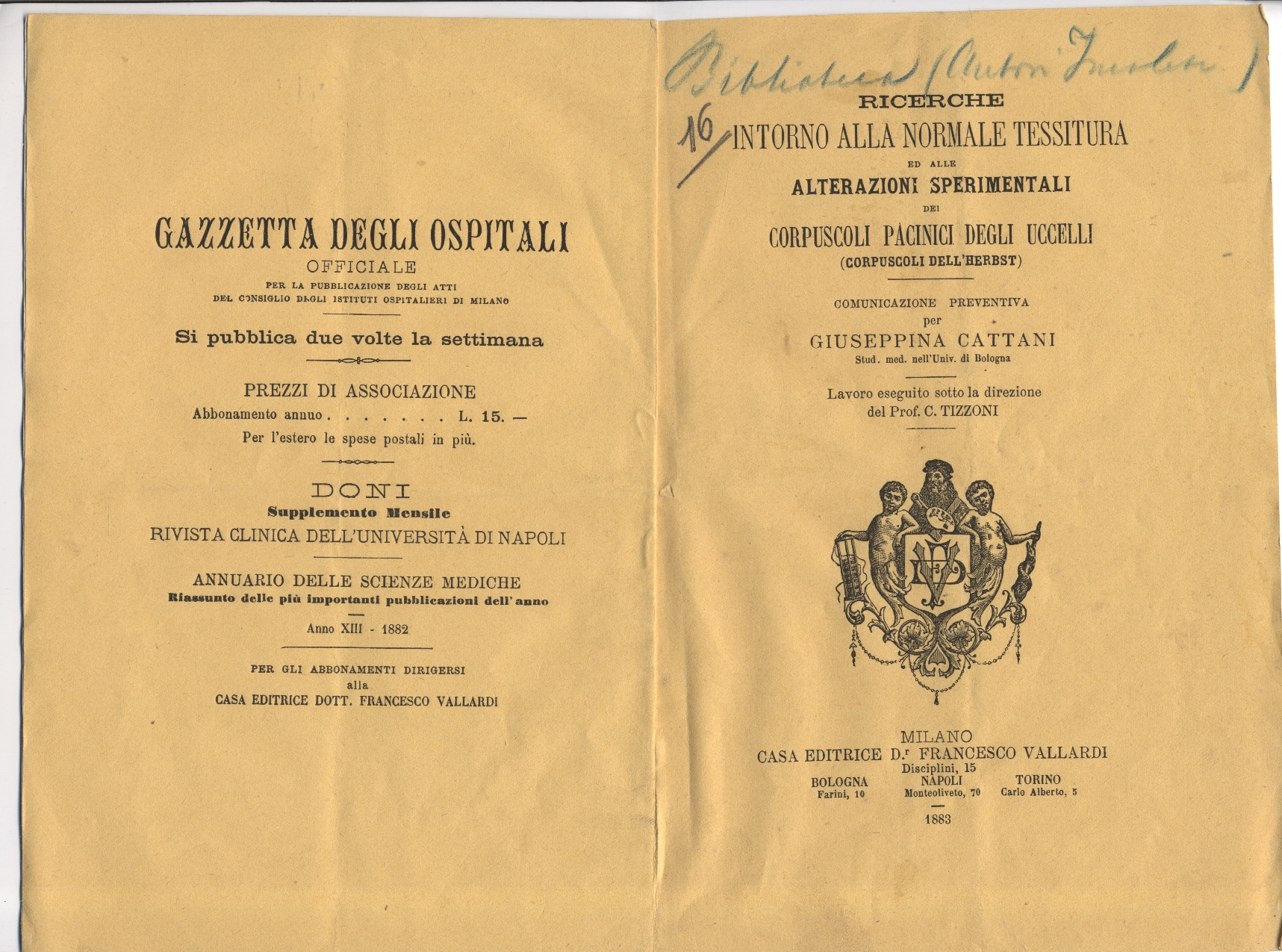
Giuseppina Cattani, Ricerche intorno alla normale tessitura ed alle alterazioni sperimentali dei corpuscoli pacinici degli uccelli (corpuscoli dell'Herbst), 1883

Giuseppina Cattani nacque il 26 marzo 1859 a Imola, in provincia di Bologna, da una famiglia modesta. Prima di tre sorelle; il padre Tulio lavorava saltuariamente come sarto e guardia carceraria, la madre Teresa Buratti era una levatrice. I voti delle sue pagelle evidenziavano la povertà culturale della sua famiglia: negli esami scritti delle materie letterarie raggiunse appena la sufficienza, elemento riconducibile all'ambiente da cui proveniva dove si parlava il dialetto, mentre si riscattò nelle materie scientifiche. Il 29 settembre del 1878 le venne rilasciato il certificato di licenza a Bologna e lo stesso anno si iscrisse alla Facoltà di Medicina e Chirurgia dell'Università di Bologna. Superò con lode il Corso del Prof. Guido Tizzoni di patologia generale, materia che verrà poi scelta per la tesi di laurea e per gli studi successivi. Gli ottimi voti insieme alle disagiate condizioni materiali della famiglia le permisero di richiedere ed ottenere l'esonero dal pagamento delle tasse. Giuseppina si laureò con lode nel 1884, discutendo una tesi dal titolo Ricerca intorno alla normale tessitura e altre alterazioni sperimentali nei corpuscoli pacinici degli uccelli (corpuscoli dell'Herbst), tesi che venne stampata e presentata (prima della data di laurea) dal Prof. Giulio Bizzozero alla Reale Accademia dei Lincei, una delle accademie scientifiche più prestigiose e conosciute dell'epoca. Nel 1884 partecipò e vinse il concorso per il Premio Vittorio Emanuele (rilasciato dalla Facoltà di Medicina e Chirurgia), con lo studio sui Corpuscoli del Pacini.

### Carriera universitaria

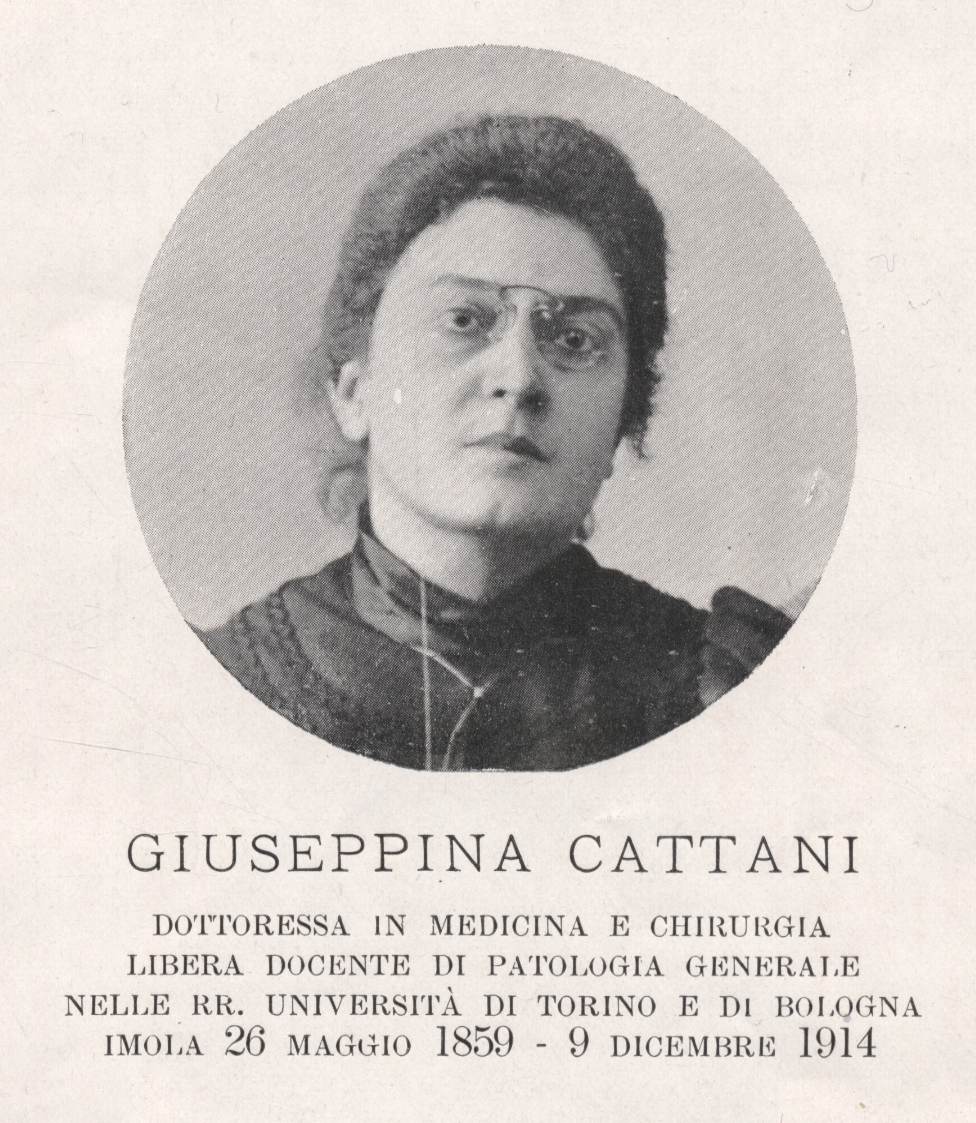
Giuseppina Cattani, docente universitario, da La dott.ssa Giuseppina Cattani, 1915

Giuseppina Cattani iniziò la collaborazione con il Prof.Tizzoni quando era ancora studentessa. Difatti il 14 febbraio 1884 il Ministero della Pubblica Istruzione sotto suggerimento del medesimo, la nominò allieva provvisoria presso il Gabinetto di Patologia. In seguito alla laurea, il 26 dicembre, venne nuovamente avanzata la richiesta del Prof.Tizzoni al Ministero della Pubblica Istruzione per Giuseppina Cattani, questa volta come assistente provvisoria retribuita, accertata dalla Dichiarazione del Decreto di Legge del 25 marzo 1885. Il 25 giugno la dott.ssa ottenne l'assegno di perfezionamento degli studi anche per l'anno 1886/1887. Contemporaneamente ricevette dal Prof. Tizzoni il posto di assistente al Laboratorio, perché da lui stesso ritenuta "essere la sola alla quale nell'assenza del Direttore possa farne le sue veci e sorvegliare gl'esperimenti in corso". Partecipò anche ad un concorso per vincere gli assegni di perfezionamento negli studi all'estero. Con molta probabilità si recò a Zurigo e lavorò per due semestri nell'istituto patologico di quella Università, allora diretto dal Prof. Edwin Klebs. Appena ventisettenne, provò a concorrere per la cattedra di Istologia alla R. Università di Palermo. Arrivata quarta, decise di provare anche il concorso per la Cattedra di professore ordinario di Patologia generale alla R. Università di Parma, tenutosi tra il 29 settembre e il 9 ottobre 1886, ma anche qui la Cattani si classificò solo quinta. Date le qualità indiscutibili della Dottoressa e gli incongrui giudizi pubblicati dalle due commissioni, le critiche di queste ultime non sembrano oggettive e approfondite. Tutto ciò portò a credere che gli scarsi risultati conseguiti nei due concorsi fossero il segno di una discriminazione, a quei tempi “normale”, nei confronti del mondo femminile. Il 18 aprile 1886 la Cattani fece richiesta all'Università di Torino della libera docenza in patologia generale per titoli, che ottenne il 5 maggio 1887 a seguito di un Decreto Ministeriale. Ottenne poi il trasferimento all'Università di Bologna con il Regio Decreto Ministeriale del 15 dicembre 1888. In seguito alla pubblicazione del bando di concorso per la Cattedra di Patologia generale della R. Università di Pisa, la Cattani fece domanda per essere ammessa tra i partecipanti, inviando in allegato i titoli con cui intendeva concorrere. Una lettera del Ministro datata 10 ottobre 1887 informò che non sarebbe stato possibile per la Cattani presentare i lavori svolti in collaborazione col Prof. Tizzoni, in quanto facente parte della commissione. A seguito di questo avvertimento, la Dottoressa decise di ritirarsi.

### Corso di batteriologia
Nel 1889 Giuseppina Cattani intraprese un corso libero semestrale di Batteriologia inserendosi pienamente nella direzione di uno studio nuovo e pieno di stimoli. Questa linea di ricerca era stata inaugurata pochi anni prima da Louis Pasteur e dall'altro grande protagonista della Batteriologia, Robert Koch. Il 1º novembre 1889, la trentenne Dott.ssa Cattani presentò al Preside di Facoltà di Bologna un programma per l'anno scolastico 1889/90 per "un corso libero, con effetti legali, di Batteriologia patologica". Gli argomenti del corso erano molto all'avanguardia per l'epoca e confermavano il carattere estremamente nuovo degli studi e delle ricerche a cui la Cattani si dedicò. In qualità di libera docente, fu chiamata a far parte della Commissione d'esami di Anatomia microscopica nel 1887; nel 1889 e 1891 partecipò alle Commissioni d'esami e di laurea in Necroscopia e Medicina operatoria; dal 1892 al 1895 a quelle di Psichiatria.

## Ricerca scientifica

### Studi sul sistema nervoso periferico
I primi studi ai quali si dedicò Giuseppina Cattani riguardavano il sistema nervoso periferico (in particolare lo stiramento cruento e incruento dei nervi). A questo ambito apparteneva lo stesso argomento della sua tesi di laurea, incentrata sui Corpuscoli di Pacini negli uccelli. Nella prima parte di questo studio descrisse l'intima struttura dei corpuscoli pacinici degli uccelli, mentre dedicò la seconda alla dettagliata descrizione dei passaggi da lei effettuati per gli esperimenti. Lo studio terminava con due tavole disegnate dalla stessa Giuseppina Cattani: la prima relativa all'istologia normale, la seconda all'istologia patologica. Tra gli altri approfonditi studi si ricorda la ricerca Sull'apparecchio di sostegno della mielina, letta la prima volta a Perugia nel 1885, con la quale Giuseppina Cattani indagò l'esistenza e la struttura dell'apparecchio di sostegno della mielina. Nel 1880 Camillo Golgi aveva notato l'esistenza di tali apparati, ma la Cattani ritenne che con un solo metodo non si potessero raggiungere dei risultati certi e completi, per cui ne sperimentò vari. Le conclusioni principali a cui arrivò furono che l'apparecchio di sostegno era formato da due guaine, da imbuti spirali e da una trama rete. Anche questo studio terminava con figure disegnate dalla Cattani che rappresentavano fibre nervose e le relative sezioni.

### Studi sul colera
La Cattani si impegnò nella ricerca sul colera durante la seconda ondata epidemica degli anni Ottanta, letale al 79% dei casi. Nello studio dell'8 settembre 1886 esaminò 24 persone affette dal morbo asiatico, tutti presentanti i vibrioni del colera. Nel secondo articolo sul colera del novembre 1886, studiò, in collaborazione con il Dott. Tizzoni, la trasmissibilità del morbo asiatico dalla madre al feto; grazie all'opportunità di studiare un feto di cinque mesi espulso dalla madre dopo tre giorni dall'attacco del morbo. Così la Cattani riuscì a dimostrare che la trasmissione dell'infezione colerica avveniva attraverso il sangue e che l'infezione non era localizzata nell'intestino. In Alcune ricerche sulla tenacia del virus colerico Giuseppina Cattani, con il Dott. Tizzoni, indagò la resistenza di tale virus a determinate temperature e si propose di risolvere problemi generali di igiene. Nelle Ricerche intorno all'infezione colerica determinata per le vie del sangue i due ricercatori arrivarono a dimostrare che si può ottenere l'infezione colerica per la via del sangue. Questo fu il presupposto necessario per dimostrare la generalizzazione dell'infezione colerica, argomento trattato nel 1887 nelle Ricerche sperimentali sulla generalizzazione dell'infezione colerica. Durante il periodo in cui la città di Bologna era funestata dal morbo, la Cattani e il Dott. Tizzoni offrirono il loro aiuto medico, ma solo nel caso ci fosse stata un'insufficienza di personale.

### Ricerche sul tetano
Le prime conoscenze su basi scientifiche del tetano risalgono all'ultimo decennio del XIX secolo. A partire dal 1890 Giuseppina Cattani e il Prof. Tizzoni si dedicarono alla ricerca sul tetano, i cui primi risultati vennero illustrati in quattro comunicazioni da “La Riforma Medica”. Nella prima, dal titolo Ricerche batteriogiche sul tetano, venivano sottolineate le scarse conoscenze sull'agente che causava la malattia. Nella seconda comunicazione, Sui caratteri morfologici del bacillo Rosenbach e Nicolajer, rivendicarono la priorità nell'aver ottenuto il bacillo di Nicolayer in stato di purezza e ne descrissero la forma. La terza comunicazione era dedicata al tema dell'eziologia del tetano: gli autori erano riusciti ad ottenere due colture pure capaci di riprodurre negli animali il quadro completo del tetano, l'una in modo acutissimo e l'altra in modo più lento, e a mantenere queste colture nei successivi trapianti. Nelle Ulteriori ricerche sul tetano, quarta comunicazione, i ricercatori confermarono l'esistenza di due bacilli tetanigeni, entrambi a spora terminale, uno a spora ovale, l'altro a spora rotonda.
La dottoressa ed il prof. Tizzoni, dedicandosi poi allo studio della diffusione del virus tetanico nell'organismo, dimostrarono che esso non era un parassita del sangue.
I risultati di questi scritti sul tetano vennero tradotti e ampliati nella lunga memoria “Bakteriologische Untersuchungen über den Tetanus”, molto interessante sia per l'indiscutibile valore scientifico di portata europea sia perché fu il primo lavoro della Cattani in cui comparivano fotografie e microfotografie. Successivamente, Giuseppina Cattani e il Prof. Tizzoni iniziarono ad effettuare ricerche sulle possibili terapie per combattere l'agente patogeno del tetano. Nel 1891 nella lezione “Sul modo di conferire ad alcuni animali l'immunità contro il tetano” esposero i loro principali risultati, tra cui l'essere riusciti a dimostrare che il siero del sangue di un animale immune potesse annullare la tossicità delle colture di tetano filtrate.
I ricercatori bolognesi cercarono, con successo, di rendere immuni alcuni animali. Da questo momento tutte le ricerche a cui si dedicò Giuseppina Cattani ebbero come scopo principale il tentativo di trasferire nell'uomo i risultati positivi ottenuti in laboratorio. Gli esiti non furono però sempre apprezzati nell'ambito scientifico bolognese; un'aspra polemica con l'illustre fisiologo Pietro Albertoni, esponente della Società Medica Bolognese, portò la Cattani a dimettersi dalla Società.

## Impegno sociale e politico

### Tra le file degli internazionalisti
I primi accenni dell'esistenza di un nucleo internazionalista a Bologna risalgono al 1870. Gli scopi che si prefiggevano gli associati erano “l'unione, la solidarietà e l'emancipazione della classe operaia”.
Dopo i moti di San Lupo del 1878, gli internazionalisti furono presi di mira dalle autorità e i più noti furono costretti a vivere nella clandestinità, mentre i più giovani e meno conosciuti poterono riorganizzare l'associazione segretamente. Tra questi giovani vi era anche l'allora diciannovenne Giuseppina Cattani. A soli diciassette anni teneva comizi e si era già esposta politicamente in modo compromettente, tanto che risultava già segnalata dalla polizia. Collaborò attivamente alla Rivista internazionale del socialismo, fondata nel 1880 da Andrea Costa, uno dei maggiori esponenti del socialismo italiano. La stretta militanza politica di Giuseppina Cattani si concluse probabilmente quando portò a termine i suoi studi universitari.

### Con le donne
Nel 1890 si costituì a Bologna il "Comitato di propaganda per il miglioramento delle condizioni della donna". Tra le sostenitrici vi era la Cattani. Gli scopi principali del Comitato erano favorire l'emancipazione dallo stato di soggezione morale, giuridico ed economico in cui ancora si trovava la donna e promuovere l'educazione intellettuale e culturale delle donne attraverso conferenze, letture e pubblicazioni.

### La Dottoressa Peppina torna a Imola
Nel 1897, al culmine della sua carriera e del successo internazionale, Giuseppina Cattani si ritirò nella sua cittadina natale, dove lavorò presso il laboratorio di Anatomia patologica e, privatamente, come ginecologa. All'ospedale di Imola divenne dirigente del Gabinetto di radiologia e della sezione di anatomia patologica e batteriologica.
L'amore per la scienza e la profonda dedizione verso il lavoro portarono Giuseppina Cattani ad ammalarsi gravemente. L'infermità fu lunga e sofferta, forse dovuta a un tumore da radiazioni: probabilmente Giuseppina Cattani, come medico patologo, studiò l'azione che le sostanze radioattive avevano sulle cellule e si espose ai raggi X senza alcuna precauzione, anche perché ancora non se ne conoscevano gli effetti negativi. Morì a 55 anni, il 9 dicembre 1914. È sepolta nell'area del Famedio del Cimitero del Piratello.

## Scritti principali
- Ricerca intorno alla normale tessitura e altre alterazioni sperimentali nei corpuscoli pacinici degli uccelli (1884)
- Sull'apparecchio di sostegno della mielina (1885)
- Alcune ricerche sulla tenacia del virus colerico (1887)
- Ricerche intorno all'infezione colerica determinata per le vie del sangue (1887)
- Ricerche sperimentali sulla generalizzazione dell'infezione colerica (1887)
- Ricerche batteriogiche sul tetano (1889)
- Sui caratteri morfologici del bacillo di Rosenbach e Nicolajer (1889)
- L'eziologia del tetano (1889)
- Ulteriori ricerche sul tetano (1889)
- Bakteriologische untersuchungen über das Tetanusgift (1890)
- Sulle proprietà dell'antitossina del tetano (1891)